# Stacy Moran
Pour les articles homonymes, voir Moran.
Stacy Moran, née le 14 janvier 1974 à Palm Beach en Floride, est une mannequin de charme américaine.

## Biographie
Elle a posé dans Penthouse en octobre 1993, avec un tel succès qu'elle a également figuré dans de nombreux autres numéros et pour d'autres magazines comme Club International. Elle est apparue dans des films et des séries érotiques, et comme figurante dans certains films grand public comme L'Étreinte du vampire avec Alyssa Milano.

## Filmographie partielle
- Gabrielle (2001)… L'employée
- Super Sexy (1998)
- Hot Springs Hotel (1997)
- Erotic Confessions (1996)
- L'Étreinte du vampire (1995)… Nymphe #3